# Elezioni parlamentari in Romania del 2000
Le elezioni parlamentari in Romania del 2000 si tennero il 26 novembre per il rinnovo della Camera dei deputati e del Senato.
Le elezioni furono vinte da una coalizione di centro-sinistra formata dal Partito della Democrazia Sociale di Romania e dai partner minori del Partito Umanista Romeno e del Partito Social Democratico Romeno. Il PDSR tornò al potere dopo i quattro anni di governo di centro-destra della Convenzione Democratica Romena, formazione che alle elezioni parlamentari del 2000 non ottenne alcun seggio. Il secondo gruppo più votato fu il Partito Grande Romania, trascinato dalla retorica di Corneliu Vadim Tudor, personaggio estremista ed ultranazionalista che riuscì a capitalizzare il voto di protesta della popolazione. Il PDSR formò un governo con a capo Adrian Năstase che godeva dell'appoggio esterno da parte di altre forze parlamentari.
Entrarono in parlamento i membri appartenenti a 5 liste, oltre a 18 deputati dei partiti delle minoranze etniche.
Le elezioni parlamentari si tennero in concomitanza con il primo turno delle elezioni presidenziali che, al ballottaggio, videro la vittoria del leader del PDSR Ion Iliescu.

## Sistema elettorale
Le elezioni si svolsero secondo le disposizioni della legge 68/1992 promulgata nel giugno 1992, che aveva regolato anche la precedenti tornate elettorali del 1992 e del 1996. Avevano diritto al voto i cittadini di almeno 18 anni di età, mentre secondo l'art. 35 della costituzione per candidarsi alle camere erano necessari 23 anni (deputati) e 35 anni (senatori).
Rispetto al 1996 l'ordinanza d'urgenza 129/2000 del 30 giugno 2000 modificò la soglia di sbarramento, portandola nel caso dei singoli partiti al 5% e nel caso delle coalizioni ad una tra l'8% e il 10%, variabile in funzione del numero dei partiti che costituivano la coalizione. Ad ognuno dei partiti delle minoranze etniche era garantito un rappresentante alla camera dei deputati a prescindere dalla soglia di sbarramento, a condizione che ottenessero un numero di voti pari o superiore al 5% del numero medio di voti per l'elezione di un deputato. Il voto prevedeva un sistema su base proporzionale, con l'elezione di un deputato ogni 70.000 abitanti e di un senatore ogni 160.000 abitanti.
Il voto era previsto nell'intervallo orario tra le 7:00 e le 21:00.

## Quadro politico
Le precedenti elezioni presidenziali e parlamentari del 1996 furono vinte da Emil Constantinescu e da una coalizione di centro-destra chiamata Convenzione Democratica Romena (CDR), in cui le formazioni principali erano il Partito Nazionale Contadino Cristiano Democratico (PNȚCD) e il Partito Nazionale Liberale (PNL). Dal 1996 al 2000 si susseguirono tre esecutivi sostenuti dalla CDR e dai partner di governo del Partito Democratico (PD) e dell'Unione Democratica Magiara di Romania (UDMR) che, lungi dal risolvere gli annosi problemi del paese, furono bloccati da continui problemi di tenuta interna della coalizione e non riuscirono neanche a contenere il loro aggravamento. Pur avvicinatasi diplomaticamente agli stati occidentali, la Romania era avvolta nella spirale della crisi economica e occupazionale, causa di costanti scioperi e tentativi di rivolta sociale (come la mineriada del gennaio 1999), fattori appesantiti anche dalla dilagante corruzione della classe politica. 
La difficile situazione economico-sociale accelerò la rottura della CDR prima del 2000, anno di celebrazione di nuove elezioni locali, parlamentari e presidenziali. Il PNL lasciò la CDR e partecipò individualmente alle elezioni locali, mentre i partiti di opposizione beneficiarono del malcontento verso la coalizione di governo. La principale forza di centro-sinistra, il Partito della Democrazia Sociale di Romania (PDSR) di Ion Iliescu, infatti, fu chiaramente vincitrice delle elezioni amministrative dell'estate 2000, malgrado la sconfitta registrata a Bucarest contro l'esponente del PD Traian Băsescu, nuovo sindaco della capitale. 
Il calo del tenore di vita e l'aumento della povertà, inoltre, furono causa di un crollo di fiducia nei partiti. Una percezione prettamente negativa del sistema politico da parte dei cittadini condusse ad un'omogeneizzazione dell'orizzonte ideologico dei partiti, il cui posizionamento sull'asse destra-sinistra non costituiva motivo di mobilitazione per l'elettorato, che chiedeva azioni immediate di contrasto alla crisi economica e non un confronto sul piano del pensiero politico. In tale contesto, mentre riconoscendo la sconfitta degli obiettivi della CDR Constantinescu annunciò che non avrebbe concorso per un nuovo mandato, nella seconda parte del 2000 il paese vide la sorprendente crescita della forza ultranazionalista radicale del Partito Grande Romania (PRM) di Corneliu Vadim Tudor, che prometteva una tempestiva ed estrema soluzione a tutti i problemi della Romania. 
Nel 2000, a ridosso delle elezioni parlamentari e presidenziali, il quadro politico era caratterizzato da un fronte di centro-destra frammentato e indebolito dalla scarsa azione di governo, da un centro-sinistra filosocialista trainato dalla figura paternalista di Ion Iliescu, ex presidente della repubblica (1990-1996) ed ex dirigente del Partito Comunista Rumeno, e dall'irruente crescita del linguaggio populista, estremista e xenofobo di Corneliu Vadim Tudor, figura di riferimento del PRM.

## Campagna elettorale
Sconfitto alle elezioni del 1996, il PDSR ebbe a disposizione quattro anni per riorganizzarsi, riuscendo a sfruttare a proprio vantaggio l'insoddisfazione della popolazione contro il governo di centro-destra. Nel corso del 2000 costituì una coalizione elettorale insieme al Partito Umanista Romeno (PUR) di Dan Voiculescu e al Partito Social Democratico Romeno (PSDR) di Alexandru Athanasiu, il Polo della Democrazia Sociale di Romania, che presentò liste comuni alle parlamentari e sostenne la candidatura di Iliescu alla presidenza. Il PDSR e Iliescu si riproponevano come "salvatori" della Romania dalla crisi, messaggio già veicolato nelle precedenti campagne a partire dal 1990. Iliescu si presentava all'elettorato come l'unica figura capace di garantire stabilità e giustizia sociale al paese in un momento di profondi cambiamenti sociali ed economici. Nel corso della campagna sottolineò più volte il bisogno di superare il disastro economico causato dalla CDR e porre urgente rimedio alla corruzione. Nei discorsi di Iliescu del 2000 apparvero riferimenti sull'esigenza di premiare le competenze, di rafforzare il percorso europeo della Romania e di dialogare con le forze moderate e le minoranze, rivelando un equilibrio e un progressismo che erano stati alieni alla precedente propaganda politica del partito. Lo stesso primo vicepresidente Adrian Năstase si espose pubblicamente, affermando che la riforma del sistema economico verso un capitalismo funzionale era l'unica soluzione per lo sviluppo della Romania, dichiarazioni che mitigarono i timori dei paesi occidentali sul possibile ritorno al potere di un partito filocomunista.
Il PRM aveva ottenuto il 6% alle elezioni locali del giugno 2000, ma le sue quote erano in crescita. L'avanzamento del partito fu dovuto principalmente alla figura del suo presidente, Corneliu Vadim Tudor, personaggio dal temperamento vulcanico ed irruente. Questi sottolineò il proprio ruolo messianico e si scagliò regolarmente e platealmente contro tutti gli esponenti dei partiti tradizionali, trattati come nemici e ritenuti colpevoli di aver razziato il paese e averlo ridotto alla povertà. Il PRM riprendeva vari dettami del nazionalismo dell'epoca di Ceaușescu, mentre il discorso di Vadim Tudor era un mix di temi populisti di sinistra sul piano sociale e di elementi tratti dall'estrema destra, con accenti xenofobi, razzisti e violenti. Il PRM si rivolgeva ai nazionalisti e, soprattutto, a quella fetta di elettorato che chiedeva azioni radicali dal punto di vista sociale. In tal modo il PRM si faceva collettore del voto di protesta della popolazione delusa dalla povertà e dall'incapacità della classe politica di farvi fronte. A tal proposito il PRM prometteva punizioni esemplari per quanto riguardava la lotta alla corruzione e soluzioni immediate e non convenzionali per i problemi del paese.
L'intero fronte del centro-destra moderato era screditato dai fallimenti della CDR, i cui aderenti originali del 1996 avevano abbandonato la coalizione, lasciando il Partito Nazionale Contadino Cristiano Democratico (PNȚCD) in una posizione di isolamento. I principali partiti moderati afferenti all'area del centro e del centro-destra non riuscirono a coalizzarsi, né a presentare un singolo candidato per la presidenza della repubblica, elemento che indebolì ulteriormente la loro forza. Nei mesi precedenti le tornate elettorali del novembre 2000 politologi, intellettuali, stampa liberale e associazioni indipendenti, come Alleanza Civica, lanciarono numerosi appelli invitando al dialogo le maggiori forze moderate, ma tali tentativi risultarono fallimentari. Pur con programmi simili, sottolineando la necessità di rafforzare le privatizzazioni e migliorare la gestione della spesa pubblica, CDR e PNL presentarono candidati separati alla presidenza.
Tra gli altri gruppi che aspiravano ad entrare in parlamento vi erano il Partito Democratico di Petre Roman, la forza regionalista filoungherese dell'Unione Democratica Magiara di Romania e Alleanza per la Romania di Teodor Meleșcanu, che si richiamava alla terza via.

## Risultati

### |Camera dei Deputati
| Liste                                                        | Liste | Liste   | Voti       | %     | Seggi | +/- (%) | +/- (Seggi) |
| ------------------------------------------------------------ | --- | ------- | ---------- | ----- | ----- | ------- | ----------- |
|                                                              | Polo della Democrazia Sociale di Romania - Partito della Democrazia Sociale di Romania - Partito Umanista Romeno - Partito Social Democratico Romeno                                                                                   | PDSR    | 3 968 464  | 36,61 | 155   | 15,09   | 64          |
|                                                              | Partito Grande Romania | PRM     | 2 112 027  | 19,48 | 84    | 15,02   | 65          |
|                                                              | Partito Democratico | PD      | 762 365    | 7,03  | 31    | 5,90    | 22          |
|                                                              | Partito Nazionale Liberale | PNL     | 747 263    | 6,89  | 30    | [ 19 ]  | 5           |
|                                                              | Unione Democratica Magiara di Romania | UDMR    | 736 863    | 6,80  | 27    | 0,16    | 2           |
|                                                              | Convenzione Democratica Romena 2000 - Partito Nazionale Contadino Cristiano Democratico - Unione delle Forze di Destra - Alleanza Nazionale Cristiano Democratica - Partito dei Moldavi di Romania - Federazione Ecologista di Romania | CDR     | 546 135    | 5,04  | -     | 25,13   | 122         |
|                                                              | Alleanza per la Romania | ApR     | 441 228    | 4,07  | -     |         |             |
|                                                              | Partito Nazionale Liberale-Câmpeanu | PNL-C   | 151 518    | 1,40  | -     | [ 20 ]  | [ 20 ]      |
|                                                              | Partito Alleanza Nazionale - Partito dell'Unità Nazionale Romena - Partito Nazionale Romeno | PAN     | 149 525    | 1,38  | -     | 2,98    | 18          |
|                                                              | Partito Ecologista Romeno | PER     | 101 256    | 0,84  | -     | [ 22 ]  | 5           |
|                                                              | Partito Socialista del Lavoro | PSM     | 91 027     | 0,71  | -     | 1,44    | Stabile     |
|                                                              | Partito dei Pensionati di Romania | PPR     | 76 704     | 0,66  | -     | 0,78    | Stabile     |
|                                                              | Partito dei Rom | PR      | 71 786     | 0,63  | 1     | 0,04    | Stabile     |
|                                                              | Partito Romeno dei Lavoratori |         | 68 718     | 0,48  | -     | 0,07    | Stabile     |
|                                                              | Partito Liberale Democratico Romeno | PLDR    | 52 497     | 0,45  | -     |         |             |
|                                                              | Partito Nazionale Contadino |         | 48 435     | 0,43  | -     | 0,41    | Stabile     |
|                                                              | Partito della Vita Romena |         | 46 129     | 0,38  | -     |         |             |
|                                                              | Forum Democratico dei Tedeschi in Romania | FDGR    | 40 844     | 0,31  | 1     | 0,11    | Stabile     |
|                                                              | Partito Nazionale Democratico Cristiano | PNDC    | 33 410     | 0,30  | -     | 0,27    | Stabile     |
|                                                              | Partito Libero Repubblicano Socialista Democratico |         | 32 811     | 0,21  | -     |         |             |
|                                                              | Partito della Riconciliazione Nazionale |         | 22 376     | 0,20  | -     |         |             |
|                                                              | Unione degli Armeni di Romania | UAR     | 21 302     | 0,20  | 1     | 0,11    | Stabile     |
|                                                              | Comunità Italiana di Romania | CIR     | 21 263     | 0,19  | 1     | 0,10    | Stabile     |
|                                                              | Partito Democratico dei Pensionati della Romania e della Diaspora |         | 21 062     | 0,19  | -     |         |             |
|                                                              | Unione Bulgara del Banato | UBB     | 20 085     | 0,18  | 1     | 0,15    | 1           |
|                                                              | Partito Nuova Generazione | PNG     | 19 662     | 0,16  | -     |         |             |
|                                                              | Partito Social Democratico Constantin Titel Petrescu | PSD-CTP | 17 730     | 0,16  | -     |         |             |
|                                                              | Partito per la Patria | PPP     | 16 991     | 0,15  | -     | Stabile | Stabile     |
|                                                              | Lega delle Comunità Italiane di Romania |         | 16 266     | 0,14  | -     |         |             |
|                                                              | Unione Ellenica di Romania | UER     | 15 007     | 0,13  | 1     | 0,06    | Stabile     |
|                                                              | Partito dei non Comunisti |         | 14 197     | 0,12  | -     |         |             |
|                                                              | Partito Generazione 2000 |         | 13 455     | 0,12  | -     |         |             |
|                                                              | Federazione delle Comunità Ebraiche di Romania | FCER    | 12 629     | 0,11  | 1     | 0,01    | Stabile     |
|                                                              | Centro Cristiano dei Rom di Romania |         | 12 171     | 0,11  | -     |         |             |
|                                                              | Partito Socialista Romeno | PSR     | 11 916     | 0,11  | -     | 0,04    | Stabile     |
|                                                              | Comunità dei Russi Lipoveni di Romania | CRLR    | 11 558     | 0,10  | 1     | Stabile | Stabile     |
|                                                              | Unione dei Croati di Romania | UCR     | 11 084     | 0,10  | 1     | 0,10    | 1           |
|                                                              | Partito Repubblicano | PR      | 10 840     | 0,10  | -     | 0,04    | Stabile     |
|                                                              | Associazione Lega degli Albanesi di Romania | ALAR    | 10 543     | 0,10  | 1     |         |             |
|                                                              | Unione Democratica dei Tatari Turco-Musulmani di Romania | UDTTMR  | 10 380     | 0,09  | 1     | 0,04    | Stabile     |
|                                                              | Unione degli Ucraini di Romania | UUR     | 9 404      | 0,08  | 1     | 0,02    | Stabile     |
|                                                              | Associazione dei Macedoni di Romania | AMR     | 8 809      | 0,08  | 1     |         |             |
|                                                              | Unione Democratica dei Serbi di Romania | UDSR    | 8 748      | 0,07  | 1     | 0,01    | Stabile     |
|                                                              | Associazione Culturale dei Bulgari di Romania |         | 8 092      | 0,07  | -     |         |             |
|                                                              | Unione Culturale degli Albanesi di Romania | UCAR    | 7 798      | 0,06  | -     | 0,01    | 1           |
|                                                              | Unione Culturale dei Ruteni di Romania | UCRR    | 6 942      | 0,06  | 1     |         |             |
|                                                              | Unione Democratica Turca di Romania | UDTR    | 6 675      | 0,05  | 1     | 0,01    | Stabile     |
|                                                              | Comunità Bratstvo dei Bulgari di Romania | CBBR    | 5 923      | 0,05  | -     | 0,01    | 1           |
|                                                              | Unione Democratica degli Ucraini di Romania |         | 5 843      | 0,05  | -     |         |             |
|                                                              | Unione Democratica degli Slovacchi e dei Cechi di Romania | UDSCR   | 5 686      | 0,05  | 1     | Stabile | Stabile     |
|                                                              | Unione dei Polacchi di Romania | UPR     | 5 055      | 0,04  | 1     | 0,02    | Stabile     |
|                                                              | Comunità Turca di Romania |         | 3 953      | 0,03  | -     |         |             |
|                                                              | Unione Liberale Brătianu | ULB     | 3 760      | 0,03  | -     | [ 23 ]  | [ 23 ]      |
|                                                              | Partito Magiaro Libero Democratico di Romania |         | 3 510      | 0,03  | -     | 0,09    | Stabile     |
|                                                              | Partito Unione Popolare per la Giustizia |         | 3 506      | 0,03  | -     |         |             |
|                                                              | Unione Democratica Cristiana |         | 3 316      | 0,02  | -     | 0,14    | Stabile     |
|                                                              | Comunità Ellenica di Iași |         | 2 072      | 0,02  | -     |         |             |
|                                                              | Unione Democratica dei Croati di Romania |         | 2 059      | 0,02  | -     |         |             |
|                                                              | Comunità Ellenica di Prahova |         | 1 992      | 0,01  | -     | Stabile | Stabile     |
|                                                              | Partito della Rivoluzione Romena |         | 1 623      | 0,01  | -     | 0,05    | Stabile     |
|                                                              | Unione dei Polacchi di Romania Dom Polski | UPRDP   | 1 619      | 0,01  | -     |         |             |
|                                                              | Unione dei Cechi di Romania |         | 1 539      | 0,01  | -     |         |             |
|                                                              | Lega Democratica dei Croati di Romania |         | 1 329      | 0,01  | -     |         |             |
|                                                              | Unione Generale delle Associazioni dell'Etnia Hutsuli |         | 1 225      | 0,00  | -     | 0,01    | Stabile     |
|                                                              | Lega Internazionale dei Romeni - Bucarest |         | 516        | 0,00  | -     |         |             |
|                                                              | Unione dei Bulgari Pavlicheni di Romania |         | 497        | 0,00  | -     |         |             |
|                                                              | Unione Ellenica ELPIS Costanza |         | 449        | 0,00  | -     |         |             |
|                                                              | Partito dei Privati-Partito Social Democratico |         | 401        | 0,00  | -     | 0,10    | Stabile     |
|                                                              | Indipendenti | Ind.    | 137 561    | 1,27  | -     |         |             |
| Totale                                                       | Totale | Totale  | 10 839 424 |       | 345   |         | 2           |
| Fonte: Università dell'Essex, Autorità Elettorale Permanente | |         |            |       |       |         |             |

| Voti nulli                  | 706 761    |
| Votanti (affluenza: 65,31%) | 11 559 458 |
| Aventi diritto voto         | 17 699 727 |

### Senato
| Liste                                                        | Liste | Liste   | Voti       | %     | Seggi | +/- (%) | +/- (Seggi) |
| ------------------------------------------------------------ | --- | ------- | ---------- | ----- | ----- | ------- | ----------- |
|                                                              | Polo della Democrazia Sociale di Romania - Partito della Democrazia Sociale di Romania - Partito Umanista Romeno - Partito Social Democratico Romeno                                                                                   | PDSR    | 4 040 212  | 37,09 | 65    | 14,01   | 24          |
|                                                              | Partito Grande Romania | PRM     | 2 288 483  | 21,01 | 37    | 16,47   | 29          |
|                                                              | Partito Democratico | PD      | 825 437    | 7,58  | 13    | 5,58    | 10          |
|                                                              | Partito Nazionale Liberale | PNL     | 814 381    | 7,48  | 13    | [ 19 ]  | 3           |
|                                                              | Unione Democratica Magiara di Romania | UDMR    | 751 310    | 6,90  | 12    | 0,08    | 1           |
|                                                              | Convenzione Democratica Romena 2000 - Partito Nazionale Contadino Cristiano Democratico - Unione delle Forze di Destra - Alleanza Nazionale Cristiano Democratica - Partito dei Moldavi di Romania - Federazione Ecologista di Romania | CDR     | 575 706    | 5,29  | -     | 25,41   | 53          |
|                                                              | Alleanza per la Romania | ApR     | 465 535    | 4,27  | -     |         |             |
|                                                              | Partito Nazionale Liberale-Câmpeanu | PNL-C   | 154 761    | 1,42  | -     | [ 20 ]  | [ 20 ]      |
|                                                              | Partito Alleanza Nazionale - Partito dell'Unità Nazionale Romena - Partito Nazionale Romeno | PAN     | 133 018    | 1,22  | -     | 3,00    | 7           |
|                                                              | Partito Ecologista Romeno | PER     | 108 370    | 0,99  | -     | [ 22 ]  | 1           |
|                                                              | Partito Socialista del Lavoro | PSM     | 96 636     | 0,89  | -     | 1,27    | Stabile     |
|                                                              | Partito dei Pensionati di Romania | PPR     | 86 401     | 0,79  | -     | 0,66    | Stabile     |
|                                                              | Partito Romeno dei Lavoratori |         | 81 756     | 0,75  | -     | 0,35    | Stabile     |
|                                                              | Partito Liberale Democratico Romeno | PLDR    | 61 234     | 0,56  | -     |         |             |
|                                                              | Partito Nazionale Contadino |         | 55 970     | 0,51  | -     | 0,20    | Stabile     |
|                                                              | Partito della Vita Romena |         | 54 634     | 0,50  | -     |         |             |
|                                                              | Partito Nazionale Democratico Cristiano | PNDC    | 45 252     | 0,42  | -     | 0,12    | Stabile     |
|                                                              | Partito della Riconciliazione Nazionale |         | 31 824     | 0,29  | -     |         |             |
|                                                              | Partito Libero Repubblicano Socialista Democratico |         | 30 910     | 0,28  | -     |         |             |
|                                                              | Partito Nuova Generazione | PNG     | 27 576     | 0,25  | -     |         |             |
|                                                              | Partito Democratico dei Pensionati della Romania e della Diaspora |         | 24 346     | 0,22  | -     |         |             |
|                                                              | Partito Social Democratico Constantin Titel Petrescu | PSD-CTP | 20 426     | 0,19  | -     |         |             |
|                                                              | Partito Generazione 2000 |         | 18 998     | 0,17  | -     |         |             |
|                                                              | Partito dei non Comunisti |         | 18 879     | 0,17  | -     |         |             |
|                                                              | Partito per la Patria | PPP     | 18 403     | 0,17  | -     | Stabile | Stabile     |
|                                                              | Partito Socialista Romeno | PSR     | 12 961     | 0,12  | -     | 0,03    | Stabile     |
|                                                              | Partito Repubblicano | PR      | 12 094     | 0,11  | -     | 0,05    | Stabile     |
|                                                              | Unione Democratica dei Tatari Turco-Musulmani di Romania | UDTTMR  | 9 226      | 0,08  | -     |         |             |
|                                                              | Unione Liberale Brătianu | ULB     | 7 373      | 0,07  | -     | [ 23 ]  | [ 23 ]      |
|                                                              | Partito Unione Popolare per la Giustizia |         | 5 747      | 0,05  | -     |         |             |
|                                                              | Unione Democratica Cristiana |         | 4 016      | 0,04  | -     | 0,15    | Stabile     |
|                                                              | Partito della Rivoluzione Romena |         | 2 146      | 0,02  | -     | Stabile | Stabile     |
|                                                              | Centro Cristiano dei Rom di Romania |         | 2 045      | 0,02  | -     |         |             |
|                                                              | Partito dei Privati-Partito Social Democratico |         | 1 575      | 0,01  | -     | 0,08    | Stabile     |
|                                                              | Partito Magiaro Libero Democratico di Romania |         | 498        | 0,00  | -     | 0,10    | Stabile     |
|                                                              | Lega Internazionale dei Romeni - Bucarest |         | 343        | 0,00  | -     |         |             |
|                                                              | Indipendenti | Ind.    | 3 428      | 0,03  | -     |         |             |
| Totale                                                       | Totale | Totale  | 10 891 910 |       | 140   |         | 3           |
| Fonte: Università dell'Essex, Autorità Elettorale Permanente | |         |            |       |       |         |             |

| Voti nulli                  | 653 834    |
| Votanti (affluenza: 65,31%) | 11 559 458 |
| Aventi diritto voto         | 17 699 727 |

## Conseguenze
Al primo turno delle presidenziali Iliescu ottenne il 36%, contro il 28% di Vadim Tudor. L'exploit del PRM sorprese gli osservatori, specialmente perché il suo candidato aveva ottenuto risultati importanti in Transilvania, nelle zone urbane e fra i giovani, categorie che nel 1996 avevano votato per la CDR. L'ascesa del PRM, tuttavia, preoccupò larga parte della società civile, dei partiti e della stampa moderata, che ritenevano un eventuale successo di Vadim Tudor un disastro per il futuro del paese, a causa del pericolo di avere un presidente giustizialista, xenofobo ed estremista. Il contesto fece sì che la stampa e i partiti moderati si coalizzassero, a prescindere dall'orientamento politico, mostrando la loro totale contrarietà alle strategie del presidente del PRM.
La vittoria di Iliescu al ballottaggio e la sua contrarietà a formare un'alleanza di governo con il PRM favorirono lo sviluppo del dialogo tra le forze moderate di centro-sinistra e centro-destra per l'appoggio ad un nuovo esecutivo. Alle elezioni parlamentari del 26 novembre, infatti, il PDSR ottenne il 36%, insufficiente per garantirsi una maggioranza autonoma. Adrian Năstase fu designato per il ruolo di primo ministro ma, per ottenere l'investitura e garantire la sopravvivenza del governo, fu costretto a richiedere l'appoggio parlamentare di PNL e UDMR. Sulla base di interessi comuni, quali lo sviluppo economico della Romania e l'integrazione alle strutture europee ed internazionali, il 27 dicembre fu firmato un protocollo d'intesa tra il PDSR e gli altri due partiti. In tal modo, si realizzò un'alternanza di governo per la seconda volta nella storia della Romania democratica.
Le camere si costituirono fra la seconda e la terza settimana di dicembre. Il 15 Valer Dorneanu fu indicato come presidente della camera dei deputati e il 18 Nicolae Văcăroiu come capo del senato. Iliescu prestò giuramento il 21 dicembre, mentre il governo Năstase assunse l'incarico il 28 dicembre. Presidente della repubblica e primo ministro misero in piedi un programma volto a conseguire la ripresa economica e favorire l'avvicinamento agli stati occidentali. Pur tra numerose difficoltà, quindi, fu avvertita come una necessità quella di allontanare il PDSR dall'immagine negativa di partito filocomunista riluttante ai cambiamenti socioeconomici. Nel giugno 2001 il partito si fuse con il PSDR e diede vita al Partito Social Democratico.
Corneliu Vadim Tudor contestò senza successo i risultati delle elezioni presidenziali alla Corte di giustizia dell'Unione europea, mentre il PRM andò all'opposizione, pur avendo ottenuto il miglior risultato della sua storia (20% alle parlamentari).
Alle legislative si registrò anche il profondo insuccesso della CDR, che rimase sotto la soglia di sbarramento per le coalizioni, ottenendo il 5% a fronte del 10% necessario per entrare in parlamento. Lo sfaldamento del centro-destra fu causa delle politiche fallimentari dei precedenti quattro anni di governo, mentre il PNȚCD divenne un partito marginale per la vita politica e il PNL riuscì a sopravvivere (conseguì il 7%) solamente dopo aver preso le distanze dalla CDR.